# Бергхайм
Бергхайм (нем. Bergheim) — город в Германии, районный центр, расположен в земле Северный Рейн-Вестфалия.
Подчинён административному округу Кёльн. Входит в состав района Рейн-Эрфт. Население составляет 62 129 человек (на 31 декабря 2010 года). Занимает площадь 96,33 км². Официальный код — 05 3 62 008.
Город подразделяется на 15 городских районов.

## Галерея

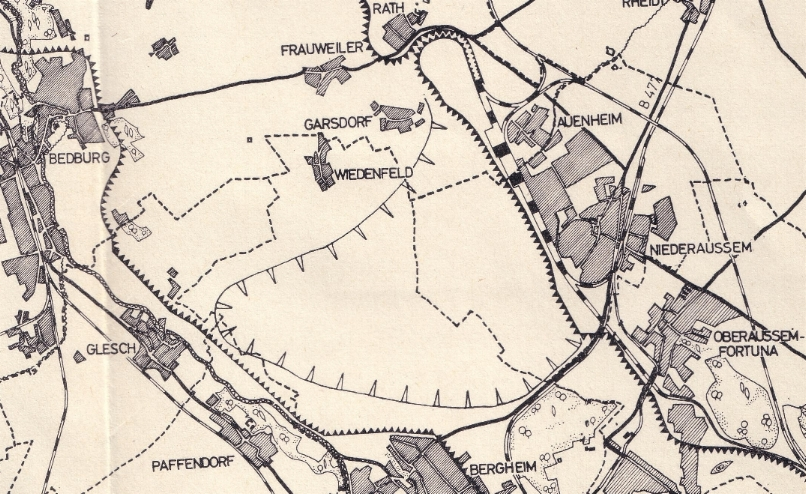
Бывший открытый карьер Фортуна Гарсдорф
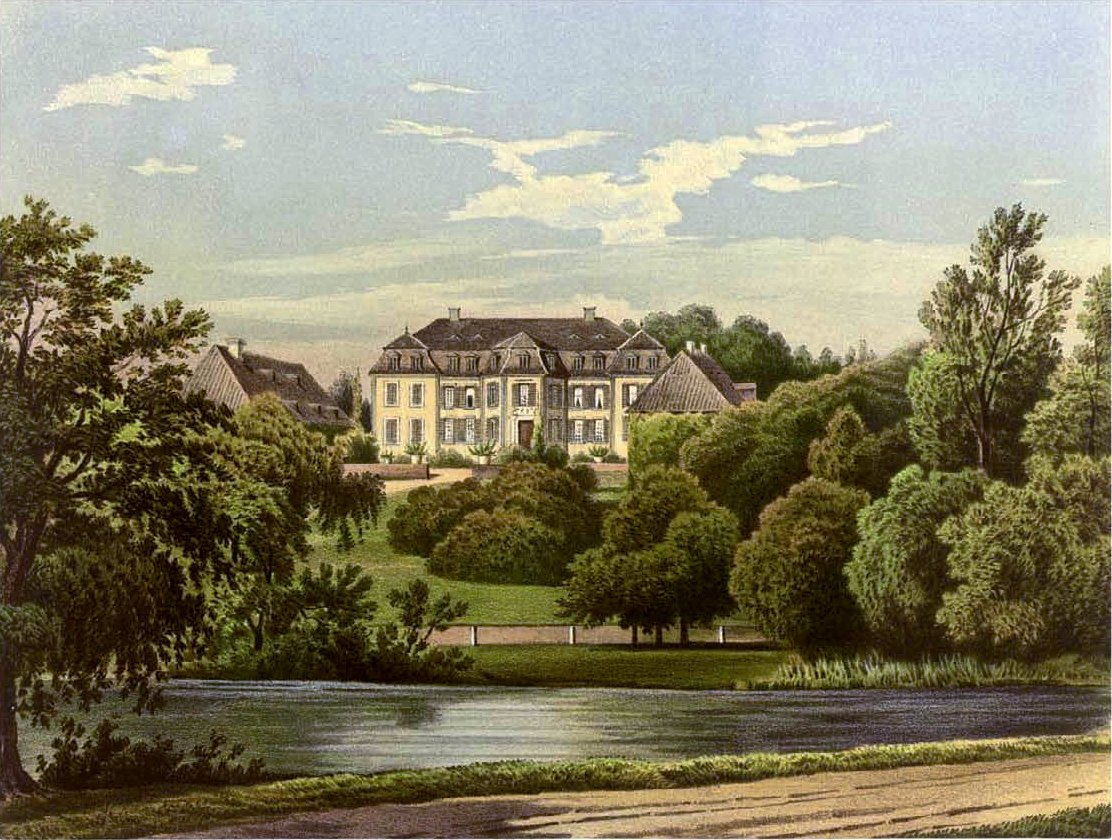
Замок Шлендерхан
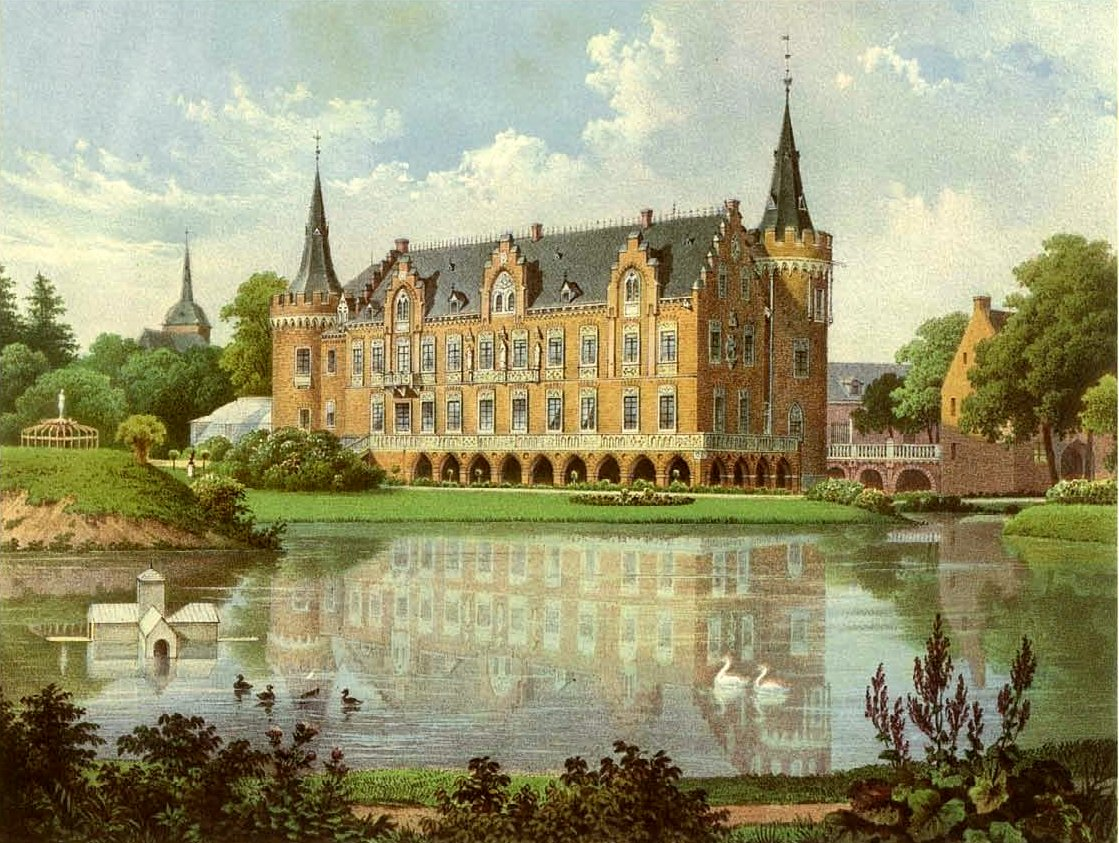
Замок Паффендорф
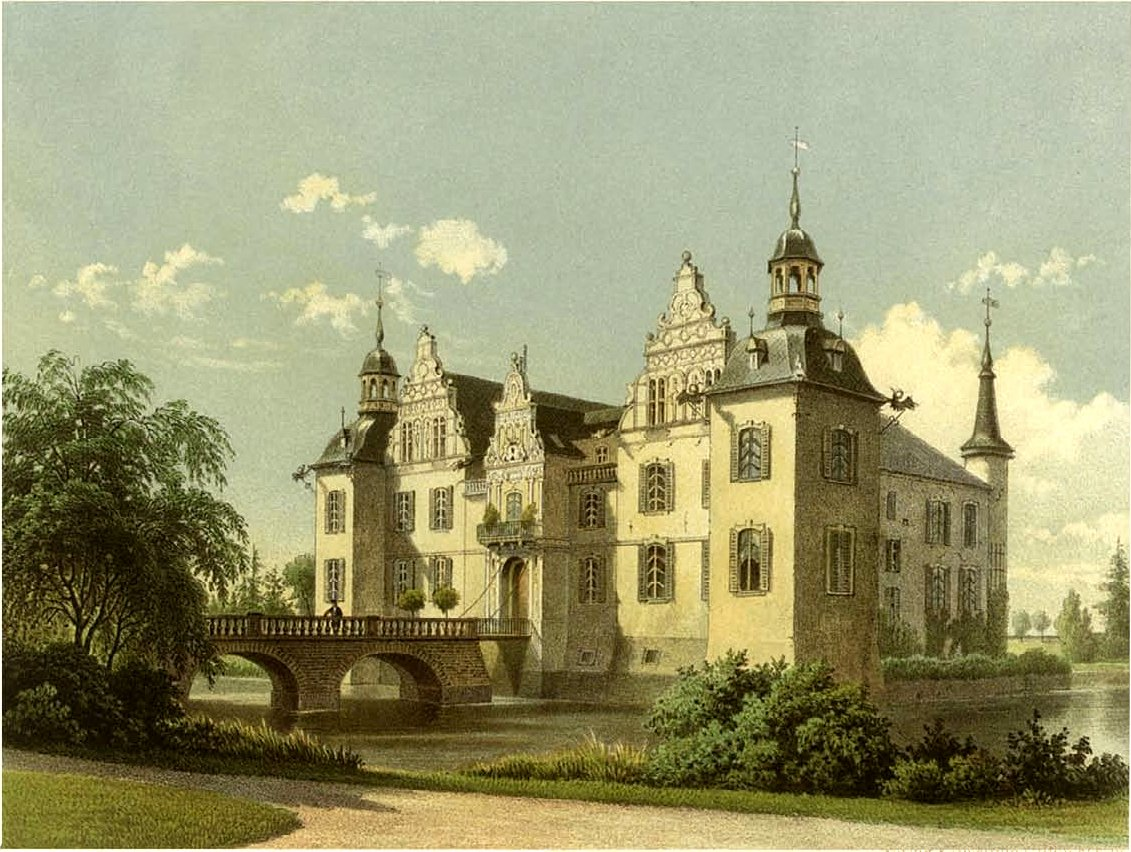
Замок Френс
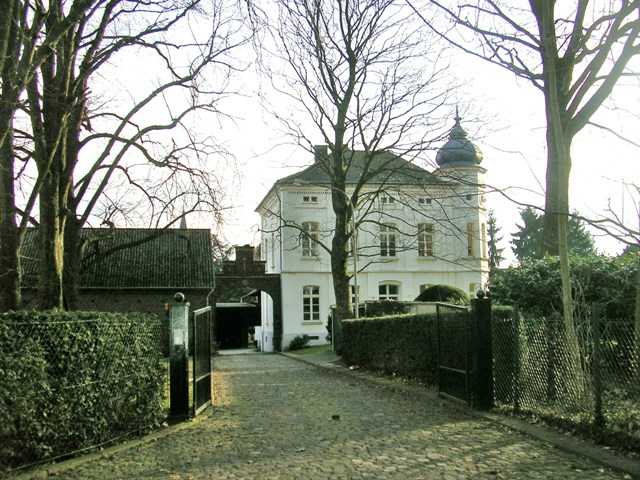
Gut Meulshof in Niederaußem
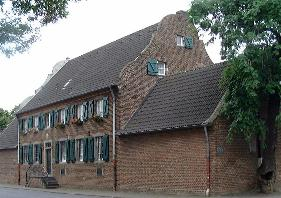
Орденсхоф
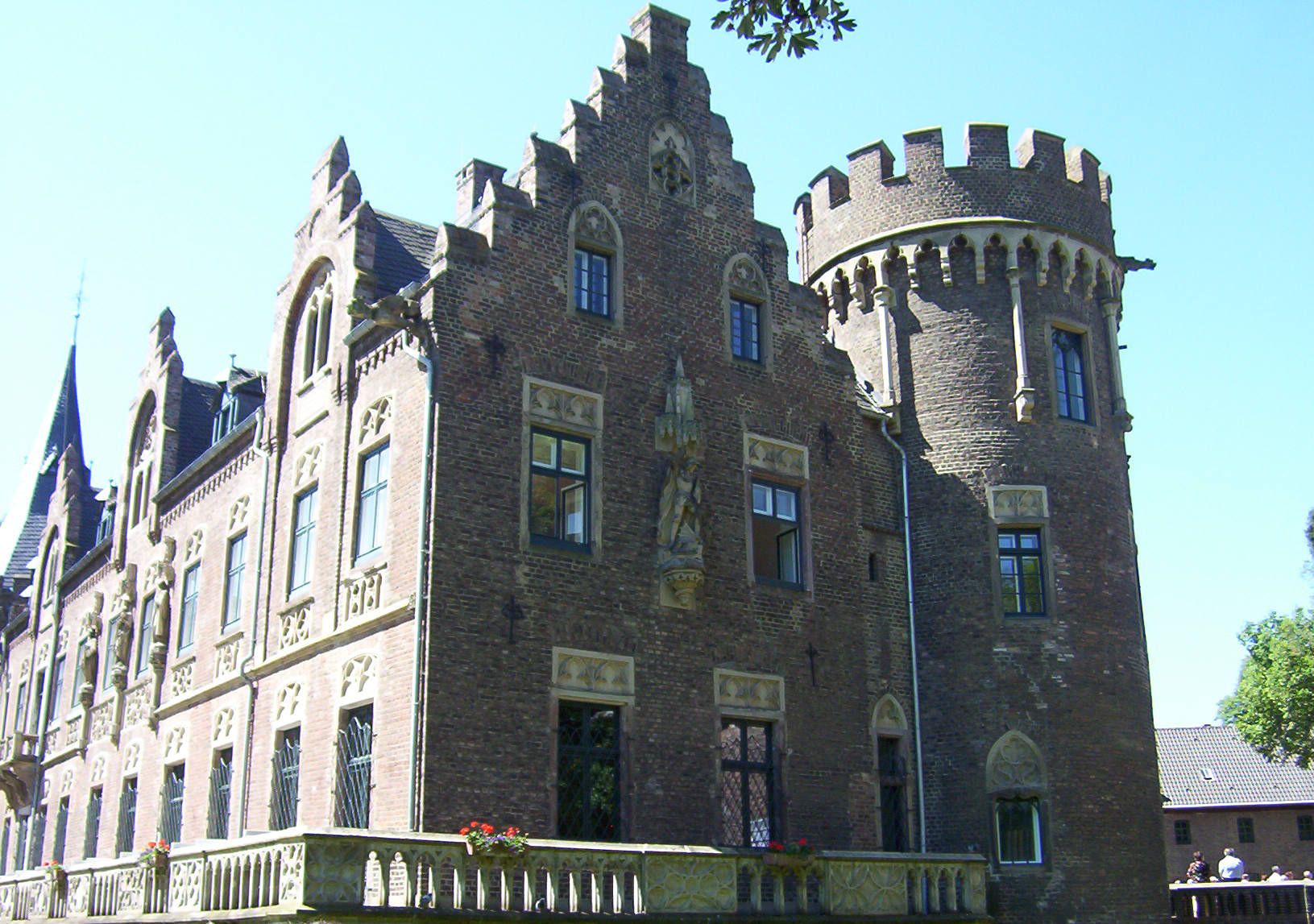
Замок Паффендорф